# Људмила Сенчина
Људмила Петровна Сенчина (рус. Людмила Петровна Сенчина), при рођењу Сенчин (Сенчин; Кудрявци, Николајевска област, 13. децембар 1950 – Санкт Петербург, 25. јануар 2018) совјетска и руска била је певачица. Народна уметница Руске Федерације (2002), заслужена уметница Украјине (2003).